# Roberts Rode
Roberts Rode (Riga, 29 mei 1987) is een Letse voormalig alpineskiër. Hij nam tweemaal deel aan de Olympische Spelen en haalde hierbij geen medaille.

## Carrière
Rode maakte zijn wereldbekerdebuut in november 2009 tijdens de afdaling in Lake Louise, Canada. Hij stond nooit op het podium van een wereldbekerwedstrijd.
Op de Olympische Winterspelen 2010 nam hij deel aan de afdaling waar hij goed was voor een 58e plaats tijdens de afdaling. Op de supercombinatie haalde hij de finish niet. Tijdens de Olympische Winterspelen 2014 eindigde hij 47e op de afdaling.

## Resultaten

### Wereldkampioenschappen
| Jaar | Plaats            | Resultaten                                    |
| ---- | ----------------- | --------------------------------------------- |
| 2005 | Bormio            | DNF1 Reuzenslalom DNF2 Slalom                 |
| 2007 | Åre               | DNF1 Reuzenslalom DNF1 Slalom                 |
| 2009 | Val-d'Isère       | 70e Reuzenslalom DNF1 Super G DNF1 Slalom     |
| 2011 | Garmisch-P.       | DNF1 Afdaling DNF1 Super-Combinatie           |
| 2013 | Schladming        | 42e Afdaling 64e Super G DNF1 Supercombinatie |
| 2015 | Vail/Beaver Creek | 83e Reuzenslalom                              |

### Olympische Spelen
| Jaar | Plaats    | Resultaten                            |
| ---- | --------- | ------------------------------------- |
| 2010 | Vancouver | 58e Afdaling DNF1 Supercombinatie     |
| 2014 | Sotsji    | 47e Afdaling DNF1 Super G DNF1 Slalom |

### Wereldbeker

#### Eindklasseringen
| Seizoen   | Algm | SC  |
| --------- | ---- | --- |
| 2011/2012 | 152e | 47e |